# Société des Moteurs et Automobiles Zedel (ZL)

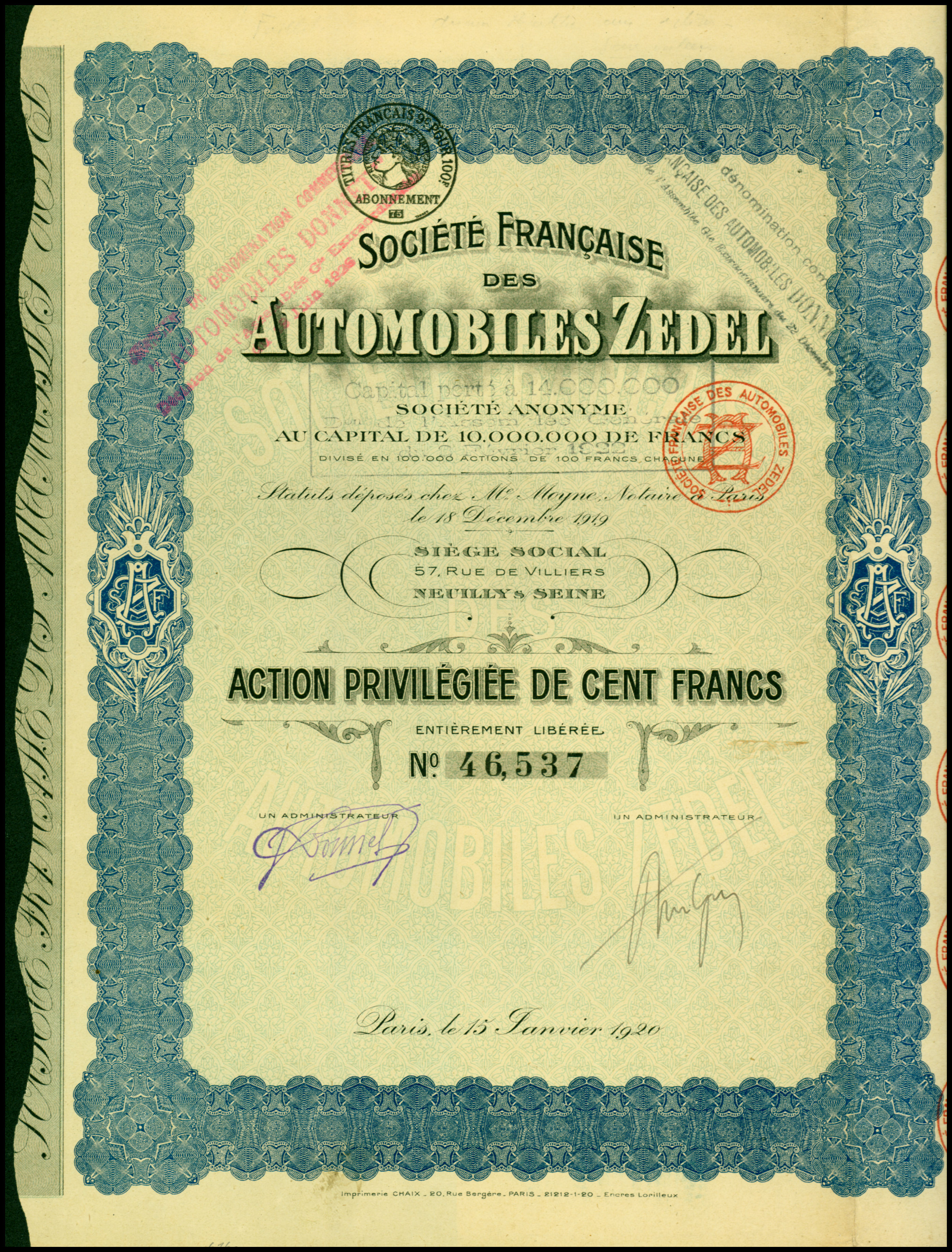
Aktie über 100 Francs der Automobiles Zedel SA vom 15. Januar 1920

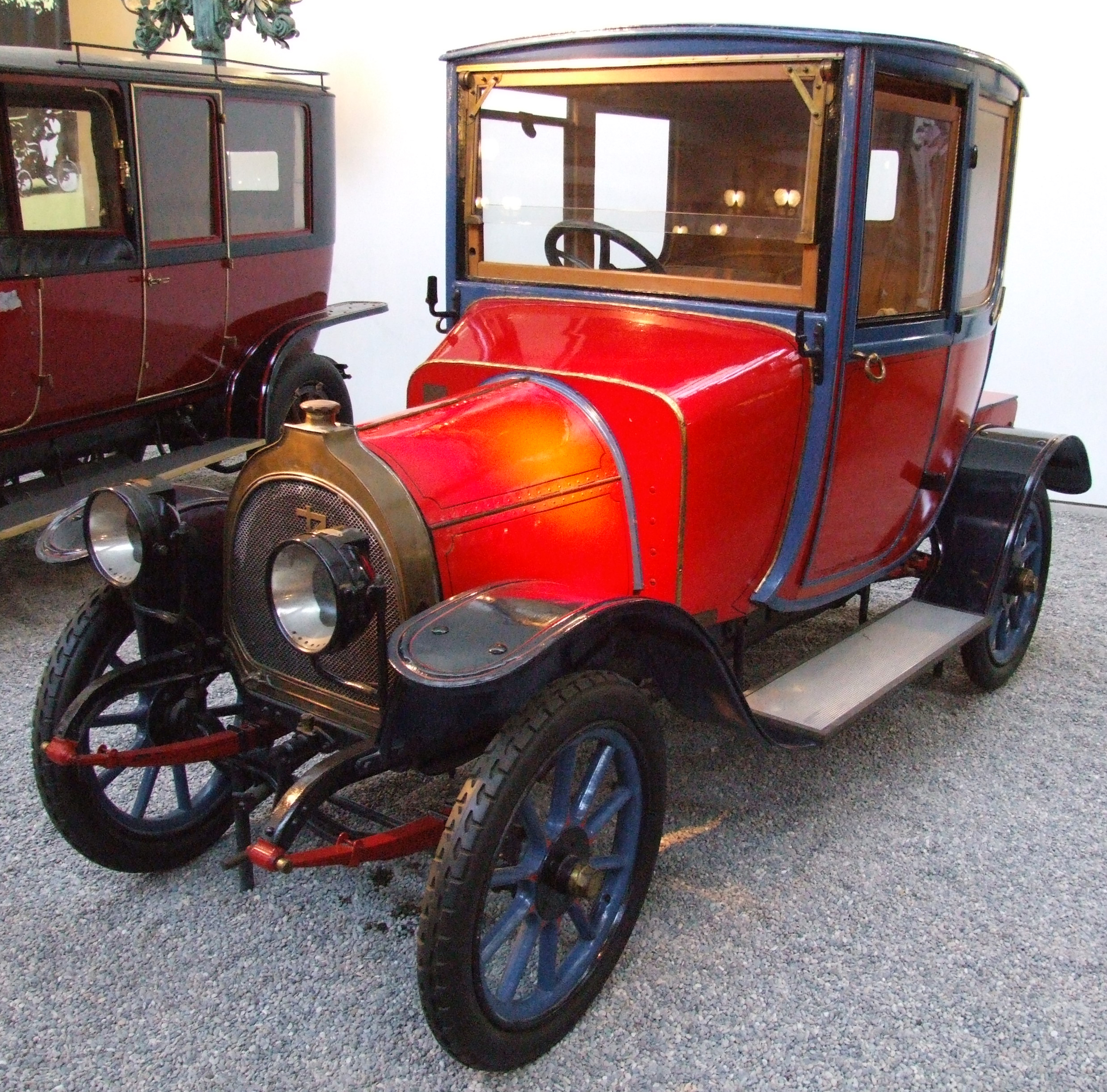
Zedel CI von 1911 aus französischer Produktion

Die Société des Moteurs et Automobiles Zedel (ZL) war ein französisches Unternehmen zur Produktion von Motoren, Motorrädern und Automobilen und gehörte zum Schweizer Hersteller Fabrique de Moteurs et de Machines ZL.

## Unternehmensgeschichte
Ernest Zürcher gründete 1903 im französischen Pontarlier eine Filiale seines Schweizer Unternehmens, um die hohen Zollschranken zu umgehen. Der Markenname lautete Zedel. Am 11. November 1907 gab Zürcher die Leitung der Filiale an den Schweizer Ingenieur Samuel Graf ab. 1923 wurde das Unternehmen an Jérôme Donnet abgegeben, daraus entstand Donnet-Zedel.

## Fahrzeuge

### Automobile
Ab Mai 1906 entstand das erste Modell 8 CV mit einem Vierzylinder-Reihenmotor mit 1128 cm³ Hubraum. 1908 folgte das Modell 10/12 CV, und 1909 das Modell 16/18 CV, beide mit Vierzylindermotoren. 1912 bestand das Angebot aus drei Vierzylindermodellen, von denen der 18 CV mit 3563 cm³ Hubraum das größte war.
Zwischen 1919 und 1923 entstanden zwei Modelle mit Vierzylinder-Schiebermotoren. Das Modell C 16 11 CV verfügte über 2120 cm³ Hubraum, das größere Modell P 15 CV über 3168 cm³ Hubraum.

### Motoren und Motorräder
Anfangs entstanden Einbaumotoren für andere Motorradhersteller. Zwischen 1905 und 1915 wurden im französischen Werk Motorräder hergestellt, die über Ein- und Zweizylindermotoren verfügten.

## Markennamen
Die Motoren wurden als Zürcher vermarktet. Der Markenname für Fahrzeuge aus Schweizer Produktion lautete ZL, für Fahrzeuge aus französischer Produktion Zedel. Dies ist ein Kunstwort und wurde aus den Initialen der beiden Firmengründer Zürcher & Lüthi (Z & L) gebildet. Da in französischsprachigen Werbeanzeigen und auf dem Briefpapier des Unternehmens Zedel ohne Akzent geschrieben wurde, sind die anderen in der Literatur vorkommenden Schreibweisen wie Zédel und Zédèl falsch.